# زیردریایی کلاس سیلفیش
زیردریایی کلاس سیلفیش (به انگلیسی: Sailfish-class submarine) یک کلاس از زیردریایی است که طول آن ۳۵۰ فوت (۱۱۰ متر) می‌باشد.